# Nahes Infrarot
Als nahes Infrarot oder Nahinfrarot (NIR) wird der Bereich des elektromagnetischen Spektrums bezeichnet, der sich in Richtung größerer Wellenlänge an das sichtbare Licht anschließt. Dieser Bereich des Infrarotlichts erstreckt sich von 780 bis 3000 nm und umfasst somit die Spektralbereiche IR-A und IR-B.

## Fernerkundung

Spektralmessung von vitaler Vegetation. Die Reflektivität nimmt aufgrund der Chlorophyllaktivität im Spektralbereich ab ca. 690 nm deutlich zu.

In der Fernerkundung dient das nahe Infrarot unter anderem bei der Analyse von Luft- und Satellitenbildern zur Beurteilung der Vitalität der Vegetation. Im nahen Infrarot besitzt Chlorophyll eine deutlich (ungefähr Faktor 6) höhere Reflektivität als im sichtbaren (insbesondere grünen) Spektrum. Dieser Effekt wird zur Erkennung von Vegetation ausgenutzt. Hierbei wird ein Bild im sichtbaren (vorzugsweise im roten) Spektrum und eines im nahen Infrarot geschossen. Nutzobjekte haben sowohl im sichtbaren als auch im nahen infraroten Bereich eine ungefähr gleiche Reflektivität, während Chlorophyll-haltige Vegetation im nahen Infrarot einen deutlich höheren Reflexionsgrad besitzt. Somit können z. B. auch grüne Nutzobjekte von ebenso grüner Vegetation unterschieden werden.

## Signalübertragung
Technisch wird dieser Bereich zur Signalübertragung in optischen Glasfasern benutzt. Er unterteilt sich deshalb in mehrere Frequenzbänder.
| Bezeich- nung | Wellenlängen- bereich | Alternative Bezeichnung | Bemerkungen                                                                              |
| ------------- | --------------------- | ----------------------- | ---------------------------------------------------------------------------------------- |
| O-Band        | 1260–1360 nm          | original                | Ursprüngliche Datenübertragung bei verschwindender Dispersion der Gruppengeschwindigkeit |
| E-Band        | 1360–1460 nm          | extended                |                                                                                          |
| S-Band        | 1460–1530 nm          | short                   |                                                                                          |
| C-Band        | 1530–1565 nm          | central                 | Geringste Dämpfung in einer Glasfaser                                                    |
| L-Band        | 1565–1625 nm          | long                    |                                                                                          |
| U-Band        | 1625–1675 nm          | ultra-long              |                                                                                          |

## Medizin
Medizinisch wird der Bereich von ungefähr 700 bis 1100 nm aufgrund der Transparenz des optischen Apparates in der Augenheilkunde (Ophthalmologie) sowohl zur Diagnose (zum Beispiel: Optische Kohärenztomografie) als auch zur Chirurgie (zum Beispiel: Anschweißen der Netzhaut) verwendet. Je nach Wellenlänge unterscheidet sich dabei auch die Eindringtiefe der Strahlung.

## Chemie und Astronomie
In der Chemie und Astronomie kann mit Hilfe der Infrarotspektroskopie (Absorptionsbanden) das Vorhandensein von Molekülen bzw. funktionellen Gruppen nachgewiesen werden, beispielsweise Aceton und Wasser bzw. CH- und OH-Gruppen.